# Samuel Matete
Samuel Matete (né le 27 juillet 1968 à Chingola) est un athlète zambien spécialiste du 400 mètres haies. Champion du monde en 1991, il est le seul athlète zambien de l’histoire à avoir remporté un titre mondial ou olympique.
Il mesure 1,83 m pour un poids de forme de 81 kg.

## Carrière
Réputé pour sa capacité à finir rapidement les courses, il fait partie des plus grands coureurs de 400 m haies des années 1990. Il fait ses débuts sur la scène internationale à l'occasion des Championnats du monde juniors de 1988, terminant à la cinquième place de la finale en 51 s 70. Étudiant à l'Université d'Auburn, en Alabama, il établit la meilleure performance de sa carrière le 7 août 1991 lors du Meeting de Zürich en 47 s 10, signant un nouveau record d'Afrique.
Aux Championnats du monde de Tokyo, il remporte le titre en 47 s 64, devant le Jamaïcain Winthrop Graham et le Britannique Kriss Akabusi, devenant ainsi le premier athlète de Zambie à remporter un titre de champion du monde.

## Palmarès
| Date | Compétition                  | Lieu              | Place | Temps   |
| ---- | ---------------------------- | ----------------- | ----- | ------- |
| 1988 | Championnats du monde junior | Sudbury           | 5e    | 51 s 70 |
| 1991 | Championnats du monde        | Tokyo             | 1er   | 47 s 64 |
| 1992 | Coupe du monde des nations   | La Havane         | 1er   | 48 s 88 |
| 1993 | Championnats du monde        | Stuttgart         | 2e    | 47 s 60 |
| 1994 | Jeux du Commonwealth         | Victoria          | 1er   | 48 s 67 |
| 1994 | Goodwill Games               | Saint-Pétersbourg | 2e    |         |
| 1994 | Finale du Grand Prix         | Paris             | 1er   | 48 s 02 |
| 1994 | Coupe du monde des nations   | Londres           | 1er   | 48 s 77 |
| 1995 | Championnats du monde        | Göteborg          | 2e    | 48 s 03 |
| 1996 | Jeux olympiques              | Atlanta           | 2e    | 47 s 78 |
| 1997 | Championnats du monde        | Athènes           | 5e    | 48 s 11 |
| 1997 | Finale du Grand Prix         | Paris             | 1er   | 48 s 02 |
| 1998 | Championnats d'Afrique       | Dakar             | 1er   | 48 s 58 |
| 1998 | Finale du Grand Prix         | Moscou            | 3e    | 48 s 73 |
| 1998 | Coupe du monde des nations   | Johannesburg      | 1er   | 48 s 08 |
| 2000 | Finale du Grand Prix         | Doha              | 3e    | 48 s 71 |

## Records personnels
- 400 m haies - 47 s 10 (1991)
- 400 m - 44 s 88 (1991)
- 200 m - 21 s 04 (1989)
- 100 m - 10 s 77 (1989)